# Regioni organizzatrici del nucleolo
Le regioni organizzatrici del nucleolo (conosciute anche con il termine in inglese nucleolus organizer regions ed il conseguente acronimo NORs) sono regioni particolari dei cromosomi eucariotici; visibili durante la metafase, costituiscono la zona cromosomica che, in interfase, va a formare il nucleolo.
Essendo quest'ultimo il luogo del nucleo cellulare nel quale avviene la sintesi e l'assemblaggio dei ribosomi, come è lecito aspettarsi i NORs contengono esclusivamente i geni codificanti i diversi RNA ribosomali. Negli esseri umani, nei NORs sono localizzati i geni per gli rRNA 5.8S, 18S e 28S (i geni per il 5S sono invece localizzati al di fuori dei NORs, sul cromosoma 1); tali geni sono disposti in successione, separati tra loro da brevi regioni non tradotte, a costituire un cluster. Ogni NOR contiene un gran numero di cluster, a loro volta separati tra di loro da sequenze "spaziatrici" non tradotte.
Presenti solo negli eucarioti, le regioni organizzatrici del nucleolo variano per numero e posizione fra le diverse specie; negli esseri umani sono localizzate sul braccio corto dei cinque cromosomi acrocentrici (ovvero, che hanno il centromero posizionato molto vicino ad una delle estremità): i cromosomi 13, 14, 15, 21 e 22.